# تصوير الطبيعة

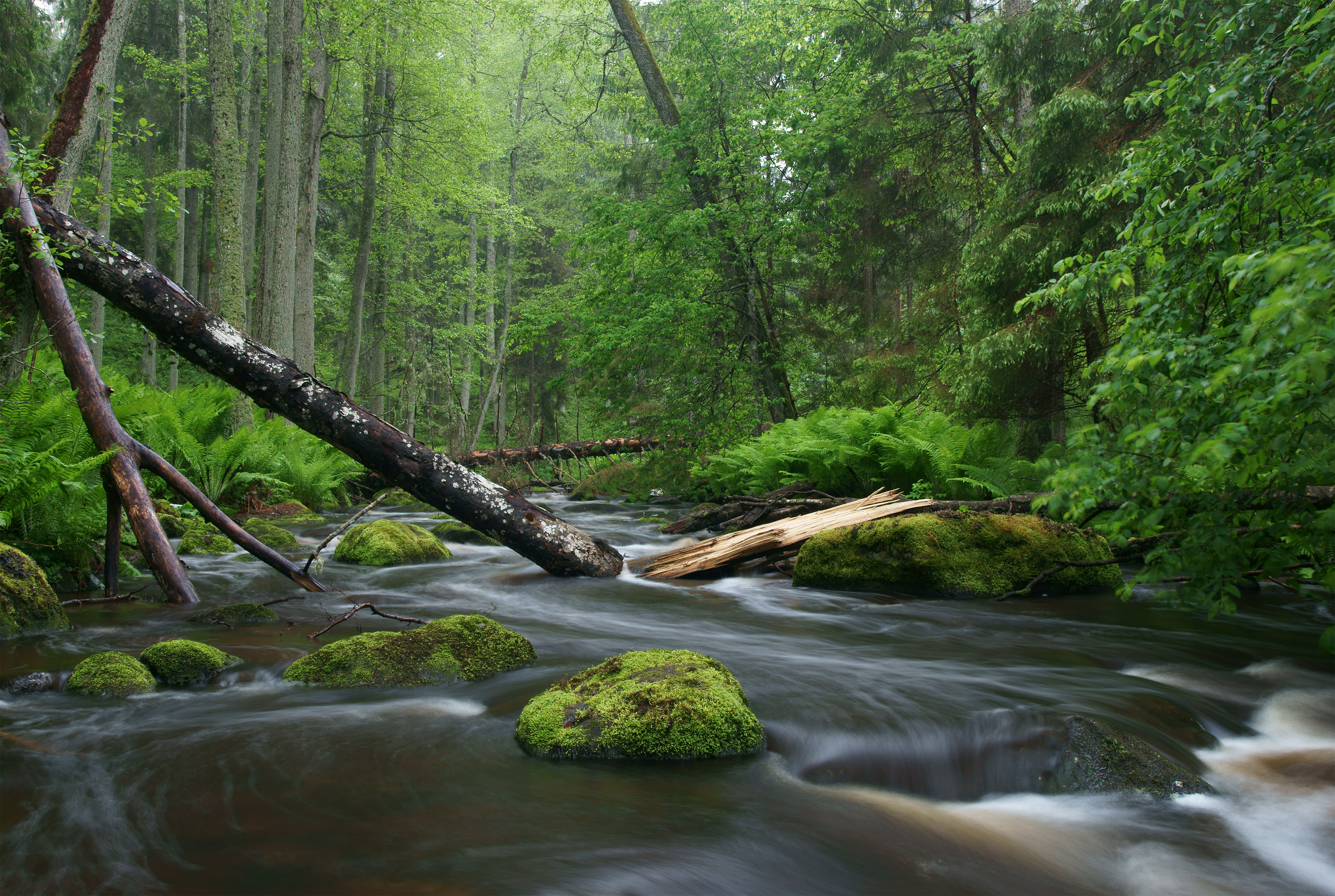

تصوير الطبيعة (بالإنجليزية:Nature photography) أحد أشهر أنواع التصوير ويقصد به نقل المشاهد الموجودة في الطبيعة بواسطة الكاميرا، ونقل المعالم والمساحات الجميلة الموجودة فيها. لا يوجد تعريف مطلق لهذا النوع من التصوير، فتصوير الطبيعة مصطلح واسع جدا، يشمل النشاطات الإنسانية المرتبطة بالطبيعة، وكثير من صور الطبيعة مستوحاة من رسومات المناظر الطبيعية ومحاكية لها، ويمكن أن يشمل تصوير الطبيعة عناصر كثيرة موجودة في الطبيعة، مثل الكائنات الدقيقة (المجهرية).